# Lijst van burgemeesters van Oostdongeradeel
Dit is een lijst van burgemeesters van de voormalige Nederlandse gemeente Oostdongeradeel in de provincie Friesland, totdat deze in 1984 samen met de toenmalige gemeenten Dokkum en Westdongeradeel opging in de nieuwe gemeente Dongeradeel.
| Ambtsperiode | Naam burgemeester                       | Partij of stroming | Bijzonderheden                                                                         |
| ------------ | --------------------------------------- | ------------------ | -------------------------------------------------------------------------------------- |
| 1851 - 1854  | jhr.mr. Jan Minnema van Haersma de With |                    | Voorafgaand grietman van Oostdongeradeel, aansluitend burgemeester van Leeuwarderadeel |
| 1855 - 1865  | F.C. Andreæ                             |                    |                                                                                        |
| 1865 - 1877  | Sybrand Witteveen                       |                    |                                                                                        |
| 1877 - 1880  | Sikko Berent Drijber                    |                    | was burgemeester van Ezinge                                                            |
| 1881 - 1898  | Abe Sybenga                             |                    |                                                                                        |
| 1899 - 1904  | mr. Wiardus Willem van Haersma Buma     |                    |                                                                                        |
| 1904 - 1934  | Syds Lieuwes Sijtsma                    | ARP                | Eerste Kamerlid                                                                        |
| 1934 - 1940  | Frans Sijtsma                           | ARP                | Zoon van voorganger                                                                    |
| 1941 - 1945  | Auke IJkema                             | NSB                |                                                                                        |
| 1945 - 1964  | Frans Sijtsma                           | ARP                |                                                                                        |
| 1964 - 1973  | Jan H.G. van Wijhe                      | ARP                |                                                                                        |
| 1973 - 1980  | Roel W. Dijkstra                        | ARP                | Aansluitend burgemeester van Hardinxveld-Giessendam                                    |
| 1980 - 1984  | Pieter Soepboer                         | ARP / CDA          | Waarnemend                                                                             |